# یواس‌اس هانتینگتون (سی‌ال-۱۰۷)
یواس‌اس هانتینگتون (سی‌ال-۱۰۷) (به انگلیسی: USS Huntington (CL-107)) یک کشتی بود که طول آن ۶۱۱ فوت ۲ اینچ (۱۸۶٫۲۸ متر) بود. این کشتی در سال ۱۹۴۳ ساخته شد.